# Babar und die Abenteuer von Badou
Babar und die Abenteuer von Badou (Originaltitel: Babar and the Adventures of Badou) ist eine französisch-kanadische 3D-Zeichentrickserie. Sie wurde 2010 und 2011 in Frankreich und Kanada von den Studios Nelvana Limited, TeamTO und YTV Productions produziert. Die Erstausstrahlung war im September 2010 in Australien und Kanada, während die deutschsprachige Erstausstrahlung am 11. Juni 2011 im KiKA stattfand. Die Serie basiert auf der Kinderbuchreihe Babar der Elefant und stellt eine Fortsetzung der Zeichentrickserie Babar der Elefantenkönig aus den Jahren 1989 bis 1994 dar.

## Handlung
Badou, der achtjährige Enkel von Babar lebt mit seinen Eltern am Königshof im Königreich Celesteville. Hier erlebt er ständig neue Abenteuer mit seinen Freunden, dem Affenmädchen Chiku, Stachelschwein Munroe, Zebra Zawadi und dem Fuchs Fitz. Hierbei müssen sie sich gegen Streiche und Intrigen von Botschafter Krokodilus und seinen Neffen Theo und Dieter wehren. Badous Großvater, König Babar, begleitet ihn dabei oft und hilft ihm und seinen Freunden, eine Lösung für ihre Probleme zu finden.

## Synchronisation
Die deutsche Synchronfassung entstand bei der SDI Media Germany GmbH in Berlin, unter der Dialogregie von Andreas Pollak und Dr. Susanne Boetius. Das Dialogbuch wurde von Sabine Régé-Turo verfasst.
| Rolle       | Originalsprecher   | Deutscher Sprecher   |
| ----------- | ------------------ | -------------------- |
| König Babar | Gordon Pinsent     | Eberhard Haar        |
| Badou       | Dallas Jokic       | Valentin Händel      |
| Celeste     | Dawn Greenhalgh    | Helga Sasse          |
| Chiku       | Samantha Weinstein | Zalina Sanchez Decke |
| Cornelius   | Chris Wiggins      | Frank Ciazynski      |
| Fitz        | –                  | Ben Hadad            |
| Frau Strauß | –                  | Christin Marquitan   |
| Krokodilus  | –                  | Frank Röth           |
| Munroe      | –                  | Derya Akyol          |
| Skyla       | –                  | Josefin Hagen        |
| Squeeze     | –                  | Matthias Klages      |
| Zawadi      | –                  | Soraya Richter       |

## Episoden
| Nr. | Deutscher Name                  | Deutsche Erstausstrahlung (KiKA) | Originalname                          |
| --- | ------------------------------- | -------------------------------- | ------------------------------------- |
| 1.  | Die Spion-Falle                 | 11. Juni 2011                    | Spy Trap                              |
| 2.  | Die Nasern                      | 11. Juni 2011                    | Sneazels                              |
| 3.  | Lampenfieber                    | 12. Juni 2011                    | Tutu Badou                            |
| 4.  | Der geheime Innenhof            | 12. Juni 2011                    | Hidden Courtyard                      |
| 5.  | Die Erinnerungsparty            | 13. Juni 2011                    | Memory Mayhem                         |
| 6.  | Stinkig                         | 13. Juni 2011                    | Soaped!                               |
| 7.  | Der Donnerruf                   | 14. Juni 2011                    | The Thunderclap                       |
| 8.  | Die königliche Krokodil-Kapelle | 14. Juni 2011                    | The Celesteville Junior Marching Band |
| 9.  | Windsegler                      | 15. Juni 2011                    | Windrunners                           |
| 10. | Im Marmor-Dschungel             | 15. Juni 2011                    | Bivowacky                             |
| 11. | Das lässige Zebra               | 16. Juni 2011                    | Copy Cat                              |
| 12. | Heldopotamus                    | 16. Juni 2011                    | Heropotamus                           |
| 13. | Wo ist Lulu?                    | 17. Juni 2011                    | Lulu Time                             |
| 14. | Das Spezialrezept               | 17. Juni 2011                    | Chocolate and Banana Soup             |
| 15. | Der Pieksinator                 | 18. Juni 2011                    | The Quillinator                       |
| 16. | Schnüffeln nach Trüffeln        | 18. Juni 2011                    | Truffle Shuffle                       |
| 17. | Der beste Drachen               | 19. Juni 2011                    | Kite Flight                           |
| 18. | Das Motto der Lüfte             | 19. Juni 2011                    | Zoomerblimps                          |
| 19. | Savannen-Training               | 20. Juni 2011                    | Gone Wild                             |
| 20. | Operation „Geheim-Koffer“       | 20. Juni 2011                    | Operation Secret Suitcase             |
| 21. | Das Erinnerungsbuch             | 21. Juni 2011                    | Jake and the Memory Book              |
| 22. | Blauzahns Zauberstein           | 21. Juni 2011                    | Blacktrunks Magic Treasure            |
| 23. | Die Schatztruhe                 | 22. Juni 2011                    | The Key                               |
| 24. | Galopps Grotte                  | 22. Juni 2011                    | Grotto for One                        |
| 25. | Affen-Campen                    | 23. Juni 2011                    | Monkey Camp                           |
| 26. | Die Freundschaftsmedaille       | 23. Juni 2011                    | Bad Bounce                            |
| 27. | Das tapfere Stachelschwein      | 24. Juni 2011                    | The Brave Guy                         |
| 28. | Applaus für Frau Strauß         | 24. Juni 2011                    | Starring Ms. Strich                   |
| 29. | Bob, der Baum                   | 25. Juni 2011                    | Bob                                   |
| 30. | Der Buschpirat                  | 25. Juni 2011                    | Villains                              |
| 31. | Die Stein-Sonnenblume           | 26. Juni 2011                    | Flower Power                          |
| 32. | Das Buch der Streifen           | 26. Juni 2011                    | Hee Honk                              |
| 33. | Rubinräuber                     | 27. Juni 2011                    | Ruby Rumpus                           |
| 34. | Ein wahrer Freund               | 27. Juni 2011                    | Dandy Andi                            |
| 35. | Das Flitzeball-Turnier          | 28. Juni 2011                    | Birdy Bonk                            |
| 36. | Der Bananen-Ball                | 28. Juni 2011                    | Babou on the Ball                     |
| 37. | Netter Nachbarschaftstag        | 29. Juni 2011                    | Neighborly Nice Day                   |
| 38. | Panne in der Savanne            | 29. Juni 2011                    | Savanna Scramble                      |
| 39. | Immer Ärger mit Rhudi           | 30. Juni 2011                    | Toy Trouble                           |
| 40. | Das Prinzenporträt              | 30. Juni 2011                    | The Royal Portrait                    |
| 41. | Geklaute Kokosnüsse             | 1. Juli 2011                     | Coconut Jinx                          |
| 42. | Heute ein Held                  | 1. Juli 2011                     | Adventurephant                        |
| 43. | Das Dinosaurier-Ei              | 2. Juli 2011                     | The Dino Egg                          |
| 44. | Der Felsbild-Dieb               | 2. Juli 2011                     | Stone Stealer                         |
| 45. | Die Blitz-Flitzer               | 3. Juli 2011                     | Sneaking Past                         |
| 46. | Das verschollene Geschenk       | 3. Juli 2011                     | Crash N'Dash                          |
| 47. | Der gefundene Geburtstag        | 4. Juli 2011                     | The Day Of The Jake                   |
| 48. | Stachel-Wache                   | 4. Juli 2011                     | Point Guard                           |
| 49. | Dämmer-Piraten                  | 5. Juli 2011                     | Dimday Pirates                        |
| 50. | Ohne Quatsch                    | 5. Juli 2011                     | No Foolin                             |
| 51. | Der Pfad-Finder                 | 6. Juli 2011                     | Moon And Star And Sun                 |
| 52. | Die Goldminen von Gax           | 6. Juli 2011                     | The Gold Mines of Gaxx                |